# Ricardo Vidal (friidrottare)
Ricardo Vidal, född 9 oktober 1930, död 10 mars 2010, var en friidrottare från Chile. Han deltog vid olympiska sommarspelen 1964.